# Manuel Lopes de Carvalho Ramos
Manuel Lopes de Carvalho Ramos (1864 - 1911) foi um escritor baiano. Se tornou relevante por escrever o poema épico Goyania, escrito em 1896 em Caiapônia (Goiás) e que traz uma reflexão sobre os genocídios causados no estado de Goiás após a chegada de europeus. O nome de seu poema foi a inspiração do nome da capital goiana, Goiânia. Manuel Lopes de Carvalho Ramos era pai do ilustre escritor goiano, Hugo de Carvalho Ramos.  A obra foi  publicada  em 1896 na cidade do Porto, em Portugal, pela tipografia a vapor de Arthur J. de Sousa. Tem um exemplar na BIBLIOTECA  NACIONAL DO RIO DE JANEIRO , um no INSTITUTO CULTURAL JOSÉ MENDONÇA TELES e outro enterrado em algum lugar da Praça Cívica, em 24 de Outubro de 1933, junto com outros objetos introduzidos na Pedra Fundamental da Construção da Capital (Goiânia).